# Гормізд
Святий Гормізд (лат. Hormisdas; ? — 6 серпня 523, Рим, Королівство остготів) — п'ятдесят другий папа Римський (20 липня 514—6 серпня 523), народився у місті Фрозіноне у римській Кампанії. На час обрання був удівцем, його син Сільверій пізніше також був обраний папою. Під час його понтифікату у 518 році помер імператор Східної Римської імперії Анастасій I. Його наступники Юстин I і Юстиніан розпочали боротьбу з аріанством.